# 김재홍 (1984년)
김재홍(한국 한자: 金在鴻, 1984년 8월 10일 ~ )은 대한민국의 전 축구 선수로, 포지션은 미드필더였다.